# Kristin Hedstrom
Kristin Hedstrom (Boston, 14 de mayo de 1986) es una deportista estadounidense que compitió en remo. Ganó dos medallas de plata en el Campeonato Mundial de Remo, en los años 2010 y 2013.

## Palmarés internacional
| Campeonato Mundial | Campeonato Mundial        | Campeonato Mundial | Campeonato Mundial  |
| Año                | Lugar                     | Medalla            | Prueba              |
| ------------------ | ------------------------- | ------------------ | ------------------- |
| 2010               | Cambridge (Nueva Zelanda) | Medalla de plata   | Cuatro scull ligero |
| 2013               | Chungju (Corea del Sur)   | Medalla de plata   | Doble scull ligero  |